# Llista de monuments de Súria
Llista de monuments de Súria inclosos en l'Inventari del Patrimoni Arquitectònic Català per al municipi de Súria (Bages). Inclou els inscrits en el Registre de Béns Culturals d'Interès Nacional (BCIN) amb la classificació de monuments històrics, els Béns Culturals d'Interès Local (BCIL) de caràcter immoble i la resta de béns arquitectònics integrants del patrimoni cultural català.
| Monument                                                                  | Protecció    | Estil/època                                        | Localització                                                           | Coordenades                                          | Codi?         | Imatge |
| ------------------------------------------------------------------------- | ------------ | -------------------------------------------------- | ---------------------------------------------------------------------- | ---------------------------------------------------- | ------------- | --- |
| Castell de Súria                                                          | BCIN 1584-MH | XIII-XVI                                           | Súria C. Major, al Poble Vell                                          | 41° 50′ 06″ N, 1° 45′ 06″ E / 41.835°N,1.75167°E     | RI-51-0005724 | Castell de Súria · Vegeu més fotos d'aquest monument · Carregueu una nova foto d'aquest monument                                    |
| Torre de Salipota                                                         | BCIN 1585-MH | XIX (1848)                                         | Súria Dalt d'un turó. Salipota                                         | 41° 49′ 55″ N, 1° 44′ 42″ E / 41.831980°N,1.744920°E | RI-51-0005726 | Torre de Salipota (Súria) · Vegeu més fotos d'aquest monument · Carregueu una nova foto d'aquest monument                           |
| Església parroquial de Sant Cristòfol                                     | BCIL 2003    | Monumentalisme academicista Josep Maria Sagnier XX | Súria C. Sant Antoni Maria Claret, 14                                  | 41° 49′ 55″ N, 1° 45′ 05″ E / 41.831959°N,1.751331°E | IPA-17219     | Església parroquial de Sant Cristòfol (Súria) · Vegeu més fotos d'aquest monument · Carregueu una nova foto d'aquest monument       |
| Ajuntament i Escoles de Súria                                             | BCIL 2003    | Noucentisme Jeroni Martorell i Tarrats XX (1920)   | Súria C. Ernest Solvay, 13                                             | 41° 49′ 52″ N, 1° 45′ 15″ E / 41.831052°N,1.754034°E | IPA-17220     | Ajuntament i Escoles de Súria · Vegeu més fotos d'aquest monument · Carregueu una nova foto d'aquest monument                       |
| Barri del Poble Vell                                                      | BCIL 2003    | XII-XIII                                           | Súria Pl. Major, c. Major, c. de la Mura, façana riu                   | 41° 50′ 05″ N, 1° 45′ 06″ E / 41.834647°N,1.751652°E | IPA-17221     | Barri del Poble Vell (Súria) · Vegeu més fotos d'aquest monument · Carregueu una nova foto d'aquest monument                        |
| Església de la Mare de Déu del Roser, o Sant Cristòfol                    | BCIL 2003    | Romànic, historicisme XII, XIX                     | Súria C. Major                                                         | 41° 50′ 06″ N, 1° 45′ 06″ E / 41.835124°N,1.751679°E | IPA-17222     | Església de la Mare de Déu del Roser (Súria) · Vegeu més fotos d'aquest monument · Carregueu una nova foto d'aquest monument        |
| Barri de la Colònia de Santa Maria, edificis continus                     | BCIL 2003    | XX (1918)                                          | Súria C. Lleida - ctra. a Castelladral - Pl. Santa Maria               | 41° 50′ 00″ N, 1° 45′ 16″ E / 41.833261°N,1.754554°E | IPA-17224     | Barri de la Colònia de Santa Maria (Súria) · Vegeu més fotos d'aquest monument · Carregueu una nova foto d'aquest monument          |
| Cases aparellades de la Colònia Santa Maria                               | BCIL 2003    | Obra popular XX                                    | Súria Avinguda de les Moreres                                          | 41° 49′ 58″ N, 1° 45′ 17″ E / 41.832915°N,1.754738°E | IPA-17225     | Cases aparellades de la Colònia Santa Maria (Súria) · Vegeu més fotos d'aquest monument · Carregueu una nova foto d'aquest monument |
| Barri de Salipota                                                         |              | XX                                                 | Súria C. Sant Mateu de Bages                                           | 41° 50′ 07″ N, 1° 44′ 46″ E / 41.835163°N,1.746114°E | IPA-17227     | Barri de Salipota (Súria) · Vegeu més fotos d'aquest monument · Carregueu una nova foto d'aquest monument                           |
| Ermita de Sant Salvador Vell del Quer, o de Sant Salvador el Vell         | BCIL 2003    | Romànic XIII                                       | Súria Ctra. Súria-Castelladral, km 2,5                                 | 41° 50′ 50″ N, 1° 45′ 44″ E / 41.847251°N,1.762251°E | IPA-17228     | Ermita de Sant Salvador Vell del Quer (Súria) · Vegeu més fotos d'aquest monument · Carregueu una nova foto d'aquest monument       |
| Ermita de Sant Salvador del Quer, o Ermita de Sant Salvador Nou           |              | Obra popular XIX-XX                                | Súria Samuntà, ctra. Súria-Castelladral, km 2,5                        | 41° 50′ 51″ N, 1° 45′ 44″ E / 41.847534°N,1.762104°E | IPA-17229     | Ermita de Sant Salvador Nou del Quer (Súria) · Vegeu més fotos d'aquest monument · Carregueu una nova foto d'aquest monument        |
| Nucli de Cererols, o barri de Serarols, Sorerols                          | BCIL 2003    | Obra popular Medieval                              | Súria                                                                  | 41° 49′ 07″ N, 1° 46′ 06″ E / 41.818732°N,1.768372°E | IPA-17230     | Nucli de Cererols (Súria) · Vegeu més fotos d'aquest monument · Carregueu una nova foto d'aquest monument                           |
| Església de Santa Maria de Cererols, o de Sant Martí de Cererols          | BCIL 2003    | Romànic X-XVII                                     | Súria Serarols, 21                                                     | 41° 49′ 08″ N, 1° 46′ 04″ E / 41.818790°N,1.767889°E | IPA-17231     | Església de Santa Maria de Cererols (Súria) · Vegeu més fotos d'aquest monument · Carregueu una nova foto d'aquest monument         |
| Masia de Can Riera, o Can Vil·la                                          |              | Obra popular X-XIV, XX                             | Súria Barri de Cererols                                                | 41° 49′ 13″ N, 1° 46′ 10″ E / 41.820238°N,1.769402°E | IPA-17234     | Masia de Can Riera (Súria) · Vegeu més fotos d'aquest monument · Carregueu una nova foto d'aquest monument                          |
| Masia de la Closa                                                         | BCIL 2003    | Obra popular XI-XII                                | Súria Barri de Cererols                                                | 41° 49′ 33″ N, 1° 47′ 08″ E / 41.825888°N,1.785671°E | IPA-17235     | Carregueu una nova foto d'aquest monument                                                                                           |
| Masia de les Comes, o Masia de Cumbis                                     | BCIL 2003    | Obra popular X-XX                                  | Súria Barri de Cererols                                                | 41° 49′ 27″ N, 1° 46′ 49″ E / 41.824281°N,1.780234°E | IPA-17236     | Masia de les Comes (Súria) · Vegeu més fotos d'aquest monument · Carregueu una nova foto d'aquest monument                          |
| Masia de Can Fàbrega                                                      | BCIL 2003    | Obra popular X-XIII, XIX                           | Súria Cererols, 60                                                     | 41° 49′ 09″ N, 1° 46′ 06″ E / 41.819157°N,1.768472°E | IPA-17237     | Masia de Can Fàbrega (Súria) · Vegeu més fotos d'aquest monument · Carregueu una nova foto d'aquest monument                        |
| Can Lledó Nou                                                             | BCIL 2003    | Obra popular X-XIV, XIX                            | Súria Cererols, 22                                                     | 41° 49′ 06″ N, 1° 46′ 05″ E / 41.818297°N,1.768055°E | IPA-17238     | Can Lledó Nou (Súria) · Vegeu més fotos d'aquest monument · Carregueu una nova foto d'aquest monument                               |
| Creu del Noi Viudu, creu commemorativa                                    |              | XX (1909)                                          | Súria C. Roser - ctra. Cementiri                                       | 41° 50′ 15″ N, 1° 45′ 05″ E / 41.837381°N,1.751419°E | IPA-30715     | Creu del Noi Viudu (Súria) · Vegeu més fotos d'aquest monument · Carregueu una nova foto d'aquest monument                          |
| Creu del Rosselló, creu commemorativa                                     |              | XVII                                               | Súria Al peu del camí Ral, entre Antius i Reguant                      | 41° 49′ 02″ N, 1° 45′ 33″ E / 41.817280°N,1.759032°E | IPA-30726     | Creu del Rosselló (Súria) · Vegeu més fotos d'aquest monument · Carregueu una nova foto d'aquest monument                           |
| Mas Salipota                                                              | BCIL 2003    | XIII, XVIII, XIX-XX                                | Súria C. Sant Mateu de Bages - c. de la Font del Ferro                 | 41° 50′ 07″ N, 1° 44′ 47″ E / 41.835151°N,1.746298°E | IPA-35317     | Mas Salipota (Súria) · Vegeu més fotos d'aquest monument · Carregueu una nova foto d'aquest monument                                |
| La Torre del Fusteret, o Torre de la Pobla, Torre dels moros, Torre vigia |              | Romànic XI                                         | Súria                                                                  | 41° 48′ 52″ N, 1° 45′ 42″ E / 41.814346°N,1.761714°E | IPA-35318     | La Torre del Fusteret (Súria) · Vegeu més fotos d'aquest monument · Carregueu una nova foto d'aquest monument                       |
| Cal Siló                                                                  | BCIL 2003    |                                                    | Súria Ctra. B-423, km 2                                                | 41° 50′ 40″ N, 1° 45′ 39″ E / 41.844373°N,1.760750°E | IPA-35319     | Cal Siló (Súria) · Vegeu més fotos d'aquest monument · Carregueu una nova foto d'aquest monument                                    |
| Reguant                                                                   | BCIL 2003    | XVII-XVIII, XIX-XX                                 | Súria Ctra. C-55, km 46,5                                              | 41° 49′ 27″ N, 1° 45′ 00″ E / 41.824136°N,1.750099°E | IPA-35320     | Reguant (Súria) · Vegeu més fotos d'aquest monument · Carregueu una nova foto d'aquest monument                                     |
| Can Torres                                                                | BCIL 2003    | XVII-XVIII                                         | Súria Pla del Torres                                                   | 41° 48′ 43″ N, 1° 45′ 07″ E / 41.811835°N,1.751903°E | IPA-35321     | Can Torres (Súria) · Vegeu més fotos d'aquest monument · Carregueu una nova foto d'aquest monument                                  |
| Cal Belga                                                                 | BCIL 2003    | XIX                                                | Súria A la zona més occidental de la Vallseca                          | 41° 50′ 38″ N, 1° 45′ 19″ E / 41.843891°N,1.755400°E | IPA-35322     | Cal Belga (Súria) · Vegeu més fotos d'aquest monument · Carregueu una nova foto d'aquest monument                                   |
| Cal Lladó Vell                                                            | BCIL 2003    | XIV, XX                                            | Súria Dalt del collet del nucli de Cererols                            | 41° 49′ 07″ N, 1° 46′ 06″ E / 41.818617°N,1.768223°E | IPA-35323     | Cal Lladó Vell (Súria) · Vegeu més fotos d'aquest monument · Carregueu una nova foto d'aquest monument                              |
| Les Cases Noves                                                           | BCIL 2003    | XIX, XX                                            | Súria Camí Rural a les Cases Noves, Vallflorida                        | 41° 49′ 53″ N, 1° 45′ 34″ E / 41.831271°N,1.759341°E | IPA-35324     | Les Cases Noves (Súria) · Vegeu més fotos d'aquest monument · Carregueu una nova foto d'aquest monument                             |
| Mas Vilella                                                               | BCIL 2003    | XX                                                 | Súria Ctra. BP-4313, km 56,5                                           | 41° 50′ 13″ N, 1° 46′ 06″ E / 41.836997°N,1.768444°E | IPA-35325     | Mas Vilella (Súria) · Vegeu més fotos d'aquest monument · Carregueu una nova foto d'aquest monument                                 |
| Torre Blanca, Ca l'Ermitanyo                                              | BCIL 2003    | XX                                                 | Súria Ctra. BP-4313, km 56,3                                           | 41° 50′ 18″ N, 1° 46′ 02″ E / 41.838436°N,1.767345°E | IPA-35326     | Torre Blanca (Súria) · Vegeu més fotos d'aquest monument · Carregueu una nova foto d'aquest monument                                |
| Ca la Xica Xacó                                                           | BCIL 2003    | XX                                                 | Súria Ctra. BP-4313, km 56,1                                           | 41° 50′ 22″ N, 1° 46′ 15″ E / 41.839541°N,1.770800°E | IPA-35327     | Ca al Xica Xacó (Súria) · Vegeu més fotos d'aquest monument · Carregueu una nova foto d'aquest monument                             |
| Garges                                                                    | BCIL 2003    | XIX, XX                                            | Súria Entre Garges i Torroella, al costat oriental de la ctra. BP-4313 | 41° 50′ 41″ N, 1° 46′ 54″ E / 41.844803°N,1.781652°E | IPA-35328     | Garges (Súria) · Vegeu més fotos d'aquest monument · Carregueu una nova foto d'aquest monument                                      |
| Hostal de Can Sivila, Cal Sibil·la Vell, o Cal Sivila Vell                | BCIL 2003    | XIX, XX                                            | Súria Ctra. C-1410, km 17,1                                            | 41° 50′ 19″ N, 1° 44′ 21″ E / 41.838595°N,1.739276°E | IPA-35329     | Carregueu una nova foto d'aquest monument                                                                                           |
| Can Sivila de la Roca, Can Sibil·la Nou                                   | BCIL 2003    | XVII-XVIII, XX                                     | Súria Ctra. C-1410, km 17,1                                            | 41° 50′ 18″ N, 1° 44′ 17″ E / 41.838324°N,1.738163°E | IPA-35330     | Carregueu una nova foto d'aquest monument                                                                                           |
| Can Cabo, Casa natal del Ramon Perarnau                                   | BCIL 2003    | XX                                                 | Súria Ctra. C-1410, km 12,58                                           | 41° 48′ 59″ N, 1° 45′ 43″ E / 41.816287°N,1.762033°E | IPA-35331     | Can Cabo (Súria) · Vegeu més fotos d'aquest monument · Carregueu una nova foto d'aquest monument                                    |
| Cal Virat                                                                 | BCIL 2003    | Obra popular XIX, XX                               | Súria Zona de les Mines de Potassa                                     | 41° 50′ 29″ N, 1° 45′ 16″ E / 41.841352°N,1.754570°E | IPA-35332     | Cal Virat (Súria) · Vegeu més fotos d'aquest monument · Carregueu una nova foto d'aquest monument                                   |
| Cal Moreno                                                                | BCIL 2003    | Obra popular XIX                                   | Súria A la zona de Vallseca                                            | 41° 50′ 32″ N, 1° 45′ 17″ E / 41.842120°N,1.754832°E | IPA-35333     | Cal Moreno (Súria) · Vegeu més fotos d'aquest monument · Carregueu una nova foto d'aquest monument                                  |
| Cal Sorribes                                                              | BCIL 2003    | XIX                                                | Súria A la zona de Vallseca                                            | 41° 50′ 32″ N, 1° 45′ 28″ E / 41.842295°N,1.757659°E | IPA-35334     | Cal Sorribes (Súria) · Vegeu més fotos d'aquest monument · Carregueu una nova foto d'aquest monument                                |
| Cal Cebrià                                                                | BCIL 2003    |                                                    | Súria A la zona de Vallseca                                            | 41° 50′ 36″ N, 1° 45′ 30″ E / 41.843402°N,1.758433°E | IPA-35335     | Cal Cebrià (Súria) · Vegeu més fotos d'aquest monument · Carregueu una nova foto d'aquest monument                                  |
| Cal Gaudó                                                                 | BCIL 2003    | XVIII-XIX, XX                                      | Súria Ctra. B-423, km 2,2                                              | 41° 50′ 45″ N, 1° 45′ 44″ E / 41.845810°N,1.762132°E | IPA-35336     | Cal Gaudó (Súria) · Vegeu més fotos d'aquest monument · Carregueu una nova foto d'aquest monument                                   |
| El Campet                                                                 | BCIL 2003    | XX                                                 | Súria C. Pius Macià, 40 - c. Ignasi Abadal                             | 41° 49′ 46″ N, 1° 45′ 03″ E / 41.829310°N,1.750735°E | IPA-35337     | El Campet (Súria) · Vegeu més fotos d'aquest monument · Carregueu una nova foto d'aquest monument                                   |
| La Mesquita                                                               | BCIL 2003    | XIX                                                | Súria Ctra. BP-4313, km 54,9                                           | 41° 50′ 50″ N, 1° 46′ 31″ E / 41.847322°N,1.775413°E | IPA-35338     | La Mesquita (Súria) · Vegeu més fotos d'aquest monument · Carregueu una nova foto d'aquest monument                                 |
| El Cortès del Pi                                                          | BCIL 2003    | XVIII-XIX, XX                                      | Súria Ctra. B-423, km 4,1                                              | 41° 51′ 37″ N, 1° 45′ 46″ E / 41.860174°N,1.762747°E | IPA-35339     | El Cortès del Pi (Súria) · Vegeu més fotos d'aquest monument · Carregueu una nova foto d'aquest monument                            |
| Cal Sanyes                                                                | BCIL 2003    | Noucentisme Jeroni Martorell XX                    | Súria C. González Salesio, 31 - c. Vilanova, 1                         | 41° 49′ 50″ N, 1° 45′ 09″ E / 41.830501°N,1.752368°E | IPA-35340     | Cal Sanyes (Súria) · Vegeu més fotos d'aquest monument · Carregueu una nova foto d'aquest monument                                  |
| Fàbrica Vella                                                             | BCIL 2003    | XVIII, XIX                                         | Súria Pg. del Riu                                                      | 41° 50′ 14″ N, 1° 44′ 53″ E / 41.837101°N,1.747968°E | IPA-35341     | Fàbrica Vella (Súria) · Vegeu més fotos d'aquest monument · Carregueu una nova foto d'aquest monument                               |
| El Quer                                                                   | BCIL 2003    | XVIII-XIX, XX                                      | Súria                                                                  | 41° 51′ 03″ N, 1° 45′ 24″ E / 41.850905°N,1.756794°E | IPA-35342     | El Quer (Súria) · Vegeu més fotos d'aquest monument · Carregueu una nova foto d'aquest monument                                     |
| Antiga Pastisseria Azorin, La Palma, Biadiu                               | BCIL 2003    | Modernisme XX                                      | Súria Pl. Anselm Clavé, 1                                              | 41° 50′ 00″ N, 1° 45′ 03″ E / 41.833309°N,1.750856°E | IPA-41086     | Antiga Pastisseria Azorin (Súria) · Vegeu més fotos d'aquest monument · Carregueu una nova foto d'aquest monument                   |
| Xalet Director de Mines                                                   | BCIL 2003    | Noucentisme Josep Firmat i Serramalera XX          | Súria Ctra. de Manresa, 1-3 - ctra. de Balsareny, 2 - c. Casino        | 41° 49′ 47″ N, 1° 45′ 15″ E / 41.829593°N,1.754096°E | IPA-41087     | Xalet Director de Mines (Súria) · Vegeu més fotos d'aquest monument · Carregueu una nova foto d'aquest monument                     |
| Tordell                                                                   | BCIL 2003    | XVII-XVIII, XIX                                    | Súria Ctra. de Manresa, 42                                             | 41° 49′ 37″ N, 1° 45′ 21″ E / 41.827007°N,1.755703°E | IPA-41397     | Tordell (Súria) · Vegeu més fotos d'aquest monument · Carregueu una nova foto d'aquest monument                                     |
| Torroella                                                                 | BCIL 2003    | XIX                                                | Súria Ctra. BP-4313, km 54,5                                           | 41° 50′ 54″ N, 1° 46′ 52″ E / 41.848427°N,1.781102°E | IPA-41398     | Torroella (Súria) · Vegeu més fotos d'aquest monument · Carregueu una nova foto d'aquest monument                                   |
| Can Planés, Trull de Can Planés, Trull del Samuntà                        | BCIL 2003    | Obra popular XVII-XVIII, XIX                       | Súria Zona del Samuntà                                                 | 41° 51′ 26″ N, 1° 45′ 07″ E / 41.857282°N,1.751875°E | IPA-41400     | Carregueu una nova foto d'aquest monument                                                                                           |
| Costafreda                                                                | BCIL 2003    | Gòtic Medieval, XVIII-XIX                          | Súria Costafreda                                                       | 41° 49′ 21″ N, 1° 44′ 36″ E / 41.822540°N,1.743339°E | IPA-41401     | Costafreda (Súria) · Vegeu més fotos d'aquest monument · Carregueu una nova foto d'aquest monument                                  |
| Fàbrica Abadal, Fàbrica Nova, Cal Bertrand                                | BCIL 2003    | XIX-XX                                             | Súria Camí del Molí de Reguant                                         | 41° 49′ 38″ N, 1° 44′ 58″ E / 41.827226°N,1.749316°E | IPA-41402     | Fàbrica Abadal (Súria) · Vegeu més fotos d'aquest monument · Carregueu una nova foto d'aquest monument                              |
| Cal Jover                                                                 | BCIL 2003    | XIX                                                | Súria Polígon industrial de Cal Jover                                  | 41° 49′ 55″ N, 1° 44′ 28″ E / 41.831847°N,1.741086°E | IPA-41403     | Carregueu una nova foto d'aquest monument                                                                                           |
| Cal Quim                                                                  | BCIL 2003    | Gòtic XV, XVIII-XIX                                | Súria C. Sant Climent, 19                                              | 41° 50′ 04″ N, 1° 45′ 04″ E / 41.834541°N,1.751089°E | IPA-41404     | Cal Quim (Súria) · Vegeu més fotos d'aquest monument · Carregueu una nova foto d'aquest monument                                    |
| Portal Cardona, Portal Manresa i El Casinet                               | BCIL 2003    | XVIII-XIX                                          | Súria C. Major, 14-16, 21 - c. Sant Sebastià, 45                       | 41° 50′ 05″ N, 1° 45′ 04″ E / 41.834776°N,1.751193°E | IPA-41405     | Portal Cardona, Portal Manresa i El Casinet (Súria) · Vegeu més fotos d'aquest monument · Carregueu una nova foto d'aquest monument |
| Façana del riu del barri de Sant Jaume                                    | BCIL 2003    | Obra popular XVIII-XIX, XX                         | Súria C. Àngel Guimerà, 1-17                                           | 41° 50′ 08″ N, 1° 45′ 01″ E / 41.835434°N,1.750385°E | IPA-41406     | Façana del riu del barri de Sant Jaume (Súria) · Vegeu més fotos d'aquest monument · Carregueu una nova foto d'aquest monument      |
| Edifici caserna de la colònia Santa Maria                                 | BCIL 2003    | XX                                                 | Súria C. Mare de Déu del Pilar, 1-7                                    | 41° 50′ 02″ N, 1° 45′ 12″ E / 41.833883°N,1.753453°E | IPA-41408     | Edifici caserna de la colònia Santa Maria (Súria) · Vegeu més fotos d'aquest monument · Carregueu una nova foto d'aquest monument   |
| Nucli de les cases del Samuntà                                            | BCIL 2003    | Obra popular XVIII-XIX                             | Súria Samuntà, sobre un pujolet proper al Bosc de Ca Mariano           | 41° 51′ 26″ N, 1° 45′ 09″ E / 41.857234°N,1.752394°E | IPA-41409     | Nucli de les cases del Samuntà (Súria) · Vegeu més fotos d'aquest monument · Carregueu una nova foto d'aquest monument              |
| Camins empedrats de Cal Trist a la Bauma del Samuntà                      | BCIL 2003    | Obra popular                                       | Súria Camí vorejant la riera d'Hortons                                 |                                                      | IPA-41410     | Carregueu una nova foto d'aquest monument                                                                                           |
| Pont de Cal Nenus                                                         | BCIL 2003    | XX                                                 | Súria Via fèrrea Súria-Manresa, sobre la riera de Bogadella            | 41° 48′ 17″ N, 1° 45′ 55″ E / 41.804612°N,1.765249°E | IPA-41412     | Pont de Cal Nenus (Súria) · Vegeu més fotos d'aquest monument · Carregueu una nova foto d'aquest monument                           |
| Barraca Lladó, barraca del Lledó                                          | BCIL 2003    | Obra popular XIX-XX                                | Súria A l'est del camí del Torrent, sortint de Bogadella               | 41° 48′ 38″ N, 1° 46′ 21″ E / 41.810527°N,1.772575°E | IPA-41415     | Carregueu una nova foto d'aquest monument                                                                                           |
| Barraca de la vinya del Lari                                              | BCIL 2003    | Obra popular XIX-XX                                | Súria Camí del Quer a la riera d'Hortons                               | 41° 50′ 53″ N, 1° 45′ 08″ E / 41.847999°N,1.752164°E | IPA-41416     | Carregueu una nova foto d'aquest monument                                                                                           |
| Barraca de la vinya del Codony                                            | BCIL 2003    | Obra popular XIX-XX                                | Súria A l'esplanada de la vinya del Codony                             | 41° 49′ 37″ N, 1° 46′ 43″ E / 41.826824°N,1.778699°E | IPA-41417     | Carregueu una nova foto d'aquest monument                                                                                           |
| Barraca de l'Hort                                                         | BCIL 2003    | Obra popular XIX-XX                                | Súria Entre l'Hort del Pou i l'Hort de les Comes                       | 41° 49′ 13″ N, 1° 46′ 45″ E / 41.82035°N,1.77930°E   | IPA-41418     | Carregueu una nova foto d'aquest monument                                                                                           |
| Barraca del Camp Gran                                                     | BCIL 2003    | Obra popular XIX-XX                                | Súria Camí rural al Camp Gran                                          | 41° 51′ 26″ N, 1° 44′ 44″ E / 41.857338°N,1.745453°E | IPA-41419     | Carregueu una nova foto d'aquest monument                                                                                           |
| Forn de Can Torres                                                        | BCIL 2003    | Obra popular                                       | Súria Dins la finca de Can Torres, a la zona del Camp de la Pobla      | 41° 48′ 39″ N, 1° 45′ 20″ E / 41.810835°N,1.755543°E | IPA-41420     | Forn de Can Torres (Súria) · Vegeu més fotos d'aquest monument · Carregueu una nova foto d'aquest monument                          |
| Forn de les Guixeres                                                      | BCIL 2003    | Obra popular XI-XX                                 | Súria Les Guixeres, polígon 4, parcel·la 49                            | 41° 50′ 08″ N, 1° 46′ 21″ E / 41.835536°N,1.772398°E | IPA-41421     | Forn de les Guixeres (Súria) · Vegeu més fotos d'aquest monument · Carregueu una nova foto d'aquest monument                        |
| Forn de Gallifa                                                           | BCIL 2003    | Obra popular XI-XX                                 | Súria Camí rural en terrenys del Mas Bosc                              | 41° 50′ 34″ N, 1° 47′ 35″ E / 41.842663°N,1.793027°E | IPA-41422     | Carregueu una nova foto d'aquest monument                                                                                           |
| Cal Taó, Ca n'Alzina                                                      | BCIL 2003    | XVII-XVIII                                         | Súria Pl. Major, 6                                                     | 41° 50′ 04″ N, 1° 45′ 06″ E / 41.834381°N,1.751632°E | IPA-42997     | Cal Taó (Súria) · Vegeu més fotos d'aquest monument · Carregueu una nova foto d'aquest monument                                     |